# أنخيل سانشيز (لاعب كرة قدم)
أنخيل سانشيز (بالإسبانية: Ángel Sánchez Baró)‏ هو لاعب كرة قدم إسباني في مركز نصف الجناح، ولد في 28 يوليو 1997 في مدينة ميورقة في إسبانيا. لعب مع ريال مايوركا.

## وصلات خارجية
- أنخيل سانشيز (لاعب كرة قدم) على موقع قاعدة بيانات كرة القدم.إي يو (الإنجليزية)
- أنخيل سانشيز (لاعب كرة قدم) على موقع Soccerway.com (الإنجليزية)